# Tiganogona alia
Tiganogona alia är en mångfotingart som först beskrevs av Ottis Robert Causey 1951.  Tiganogona alia ingår i släktet Tiganogona och familjen Cleidogonidae. Inga underarter finns listade i Catalogue of Life.